# Ed Weeks

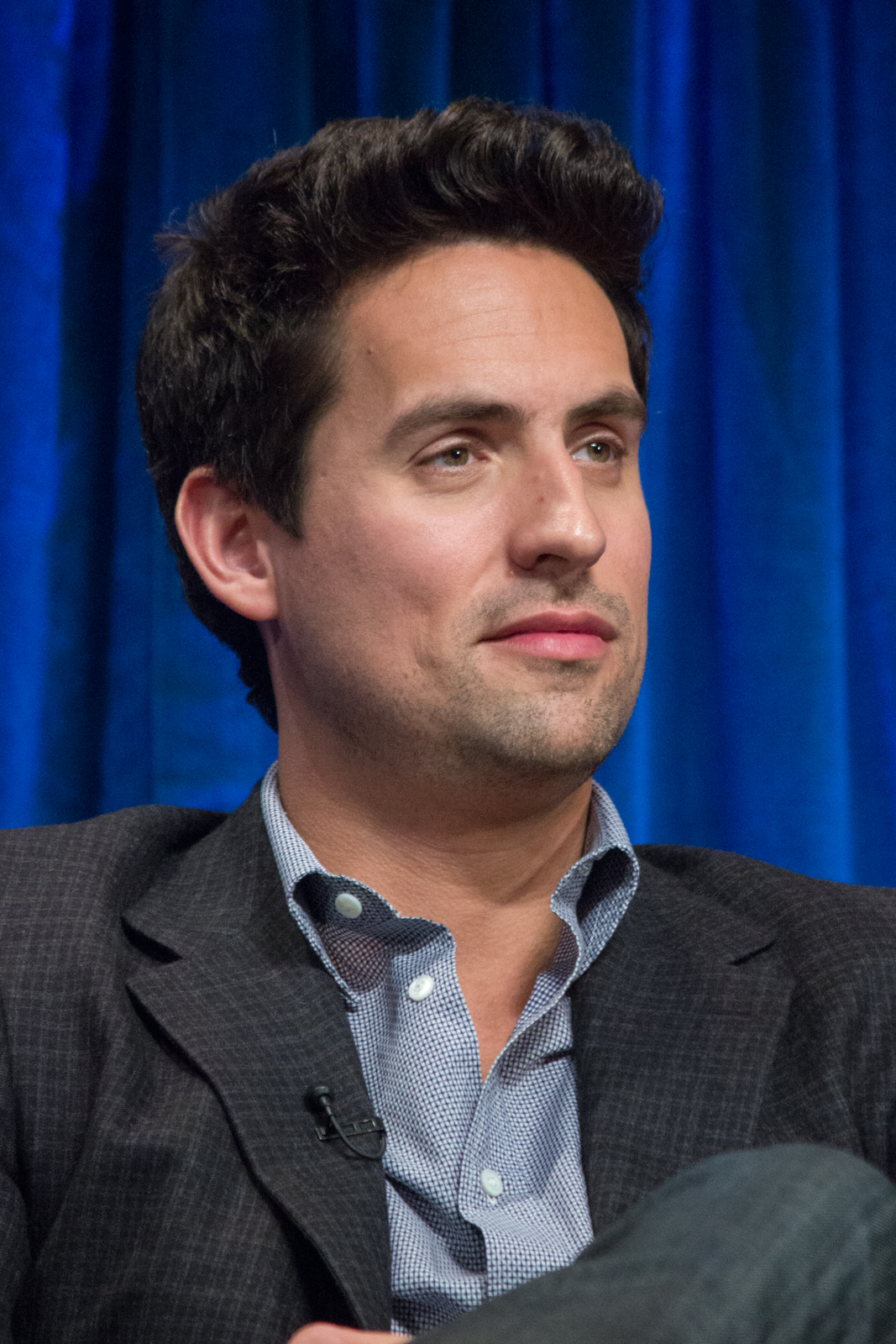
Ed Weeks (2013)

Edward Charles „Ed“ Egerton Weeks (* 25. Oktober 1980 in Banbury) ist ein britischer Schauspieler und Drehbuchautor. Bekannt geworden ist er durch seine Rolle als Dr. Jeremy Reed in der Comedyserie The Mindy Project. 

## Leben
Ed Weeks hatte seinen Einstieg in das Filmgeschäft als Drehbuchautor. Er schrieb für BBC-Produktionen einige Episoden, wie für die britische Sketch-Show Man Stroke Woman zwischen 2005 und 2007 sowie für die Comedyshow Clone im Jahr 2008. Zwischen 2007 und 2011 spielte er kleinere Rollen für einzelne Episoden in Sitcoms und Serien, wie in The IT Crowd oder My Family. Von 2012 bin 2017 hatte er eine Hauptrolle als Dr. Jeremy Reed in The Mindy Project.

## Filmografie

### Film
- 2009: Fused (Kurzfilm)
- 2009: The Interviewee (Kurzfilm)
- 2024: French Girl – Ein Tisch für Drei (French Girl)
- 2025: Drop – Tödliches Date (Drop)

### Fernsehen
- 2005–2007: Man Stroke Woman (Drehbuchautor, 8 Episoden)
- 2007: Comedy Shuffle (Drehbuchautor, 2 Episoden)
- 2008: Phoo Action (Fernsehfilm)
- 2009: Not Going Out (Episode: Party)
- 2009: Transmission Impossible with Ed and Oucho (Episode: Episode 8)
- 2010–2011: Dirty Sexy Funny (Drehbuchautor, 16 Episoden)
- 2010: The IT Crowd (Episode: Entertainment-Manager)
- 2010: My Family (Episode: Slammertime)
- 2010: Hotel Trubble (eine Episode)
- 2011: Dick and Dom's Funny Business (2 Episoden)
- 2012–2017: The Mindy Project